# Episodi de Il piccolo principe (serie animata 2010)
Questa è la lista degli episodi della serie animata Il piccolo principe, trasmessa dal 2010 al 2016.

## Prima e seconda stagione
Il piccolo principe viaggia per la galassia e atterra su tutti i pianeti che sono stati invasi dal serpente; la sua missione è riportare l'armonia dove il serpente ha messo disordine e caos. Molto spesso gli abitanti dei vari pianeti, sotto gli inganni del rettile, non sono disposti ad aiutarlo ma alla fine il bene vince sempre.
| Nº | Titolo francese                             | Titolo italiano                                 | Prima TV Francia  | Prima TV Italia |
| -- | ------------------------------------------- | ----------------------------------------------- | ----------------- | --------------- |
| 1  | B546 La Planète du Temps (Part 1)           | B546 Il pianeta del tempo (parte 1)             | 24 dicembre 2010  | 6 gennaio 2011  |
| 2  | B546 La Planète du Temps (Part 2)           | B546 Il pianeta del tempo (parte 2)             | 24 dicembre 2010  | 6 gennaio 2011  |
| 3  | B311 La Planète de l'Oiseau de Feu (Part 1) | B311 Il pianeta dell'uccello di fuoco (parte 1) | 25 febbraio 2011  | -               |
| 4  | B311 La Planète de l'Oiseau de Feu (Part 2) | B311 Il pianeta dell'uccello di fuoco (parte 2) | 25 febbraio 2011  | -               |
| 5  | B222 La Planète des Éoliens (Part 1)        | B222 Il pianeta degli Eoliani (parte 1)         | 25 aprile 2011    | -               |
| 6  | B222 La Planète des Éoliens (Part 2)        | B222 Il pianeta degli Eoliani (parte 2)         | 25 aprile 2011    | -               |
| 7  | B678 La Planète de la Musique (Part 1)      | B678 Il pianeta della musica (parte 1)          | 13 giugno 2011    | 9 giugno 2012   |
| 8  | B678 La Planète de la Musique (Part 2)      | B678 Il pianeta della musica (parte 2)          | 13 giugno 2011    | 10 giugno 2012  |
| 9  | D455 La Planète de l'Astronome (Part 1)     | D455 Il pianeta dell'astronomo (parte 1)        | 7 agosto 2011     | 23 giugno 2012  |
| 10 | D455 La Planète de l'Astronome (Part 2)     | D455 Il pianeta dell'astronomo (parte 2)        | 7 agosto 2011     | 24 giugno 2012  |
| 11 | B356 La Planète de Jade (Part 1)            | B356 Il pianeta di giada (parte 1)              | 7 settembre 2011  | 16 giugno 2012  |
| 12 | B356 La Planète de Jade (Part 2)            | B356 Il pianeta di giada (parte 2)              | 7 settembre 2011  | 17 giugno 2012  |
| 13 | B370 La Planète des Globus (Part 1)         | B370 Il pianeta delle lanterne (parte 1)        | 19 ottobre 2011   | -               |
| 14 | B370 La Planète des Globus (Part 2)         | B370 Il pianeta delle lanterne (parte 2)        | 19 ottobre 2011   | -               |
| 15 | D333 La Planète des Amicopes (Part 1)       | D333 Il pianeta silente (parte 1)               | 1º novembre 2011  | 7 luglio 2012   |
| 16 | D333 La Planète des Amicopes (Part 2)       | D333 Il pianeta silente (parte 2)               | 1º novembre 2011  | 8 luglio 2012   |
| 17 | D444 La Planète de Géhom (Part 1)           | D444 Il pianeta dei Cubiani (parte 1)           | 23 novembre 2011  | 14 luglio 2012  |
| 18 | D444 La Planète de Géhom (Part 2)           | D444 Il pianeta dei Cubiani (parte 2)           | 23 novembre 2011  | 15 luglio 2012  |
| 19 | W5613 La Planète de Wagonautes (Part 1)     | W5613 Il pianeta dei Vagonauti (parte 1)        | 17 dicembre 2011  | 30 giugno 2012  |
| 20 | W5613 La Planète de Wagonautes (Part 2)     | W5613 Il pianeta dei Vagonauti (parte 2)        | 17 dicembre 2011  | 1º luglio 2012  |
| 21 | J603 La Planète du Bubble Gob (Part 1)      | J603 Il pianeta di Creatoriani (parte 1)        | 24 dicembre 2011  | -               |
| 22 | J603 La Planète du Bubble Gob (Part 2)      | J603 Il pianeta di Creatoriani (parte 2)        | 24 dicembre 2011  | -               |
| 23 | J603 La Planète du Bubble Gob (Part 3)      | J603 Il pianeta di Creatoriani (parte 2)        | 24 dicembre 2011  | -               |
| 24 | B723 La Planète des Carapodes (Part 1)      | B723 Il pianeta dei Carapodi (parte 1)          | 20 febbraio 2012  | -               |
| 25 | B723 La Planète des Carapodes (Part 2)      | B723 Il pianeta dei Carapodi (parte 2)          | 21 febbraio 2012  | -               |
| 26 | B782 La Planète du Géant (Part 1)           | B782 Il pianeta del gigante (parte 1)           | 23 febbraio 2012  | -               |
| 27 | B782 La Planète du Géant (Part 2)           | B782 Il pianeta del gigante (parte 2)           | 24 febbraio 2012  | -               |
| 28 | H108 La Planète des Lacrimavoras (Part 1)   | H108 Il pianeta del Lacrimavorax (parte 1)      | 1º marzo 2012     | -               |
| 29 | H108 La Planète des Lacrimavoras (Part 2)   | H108 Il pianeta del Lacrimavorax (parte 2)      | 2 marzo 2012      | -               |
| 30 | C669 La Planète de Coppelius (Part 1)       | C669 Il pianeta di carta (parte 1)              | 16 aprile 2012    | 6 maggio 2012   |
| 31 | C669 La Planète de Coppelius (Part 2)       | C669 Il pianeta di carta (parte 2)              | 17 aprile 2012    | 12 maggio 2012  |
| 32 | C0101 La Planète des Okidiens (Part 1)      | C0101 Il pianeta degli Okridiani (parte 1)      | 19 aprile 2012    | 2 giugno 2012   |
| 33 | C0101 La Planète des Okidiens (Part 2)      | C0101 Il pianeta degli Okridiani (parte 2)      | 20 aprile 2012    | 3 giugno 2012   |
| 34 | A42692 La Planète des Libris (Part 1)       | A42692 Il pianeta dei libri (parte 1)           | 18 marzo 2012     | -               |
| 35 | A42692 La Planète des Libris (Part 2)       | A42692 Il pianeta dei libri (parte 2)           | 18 marzo 2012     | -               |
| 36 | C333 La Planète des Cublix (Part 1)         | C333 Il pianeta dei Cublix (parte 1)            | 26 aprile 2012    | -               |
| 37 | C333 La Planète des Cublix (Part 2)         | C333 Il pianeta dei Cublix (parte 2)            | 27 aprile 2012    | -               |
| 38 | B743 La Planète du Ludokaa (Part 1)         | B743 Il pianeta dei Ludoka (parte 1)            | -                 | -               |
| 39 | B743 La Planète du Ludokaa (Part 2)         | B743 Il pianeta dei Ludoka (parte 2)            | -                 | -               |
| 40 | X442 La Planète du Gargand (Part 1)         | X442 Il pianeta dei desideri (parte 1)          | -                 | 28 aprile 2012  |
| 41 | X442 La Planète du Gargand (Part 2)         | X442 Il pianeta dei desideri (parte 2)          | -                 | 29 aprile 2012  |
| 42 | X442 La Planète du Gargand (Part 3)         | X442 Il pianeta dei desideri (parte 3)          | -                 | 5 maggio 2012   |
| 43 | B901 La Planète du Grand Bouffon (Part 1)   | B901 Il pianeta del Grande Buffone (parte 1)    | 22 settembre 2012 | -               |
| 44 | B901 La Planète du Grand Bouffon (Part 2)   | B901 Il pianeta del Grande Buffone (parte 2)    | 23 settembre 2012 | -               |
| 45 | D555 La Planète des Ashkabaar (Part 1)      | D555 Il pianeta di ghiaccio (parte 1)           | 8 maggio 2012     | 13 maggio 2012  |
| 46 | D555 La Planète des Ashkabaar (Part 2)      | D555 Il pianeta di ghiaccio (parte 2)           | 8 maggio 2012     | 19 maggio 2012  |
| 47 | Z222 La Planète des Bamalias (Part 1)       | Z222 Il pianeta delle Bamalie (parte 1)         | -                 | 20 maggio 2012  |
| 48 | Z222 La Planète des Bamalias (Part 2)       | Z222 Il pianeta delle Bamalie (parte 2)         | -                 | 26 maggio 2012  |
| 49 | Z222 La Planète des Bamalias (Part 3)       | Z222 Il pianeta delle Bamalie (parte 3)         | -                 | 27 maggio 2012  |
| 50 | X000 La Planète du Serpent (Part 1)         | X000 Il pianeta del Serpente (parte 1)          | -                 | -               |
| 51 | X000 La Planète du Serpent (Part 2)         | X000 Il pianeta del Serpente (parte 2)          | -                 | -               |
| 52 | X000 La Planète du Serpent (Part 3)         | X000 Il pianeta del Serpente (parte 3)          | -                 | -               |

## Terza stagione
Mentre il piccolo principe si allontana da B612 per cercare informazioni sul Pianeta della Rosa, Volpe e il fiore liberano il serpente per salvare l'asteroide dai baobab. Il rettile però non rispetta i patti e mette in subbuglio la galassia. Adesso gli abitanti di alcuni pianeti si ritrovano scaraventati su altri pianeti, e la convivenza tra i popoli differenti è messa in difficoltà dallo stesso serpente. Il piccolo principe raccoglie i messaggi speditogli dai suoi vecchi amici e scaccia il male dai pianeti in difficoltà. La sua meta però è sempre la stessa: trovare il pianeta della sua amata Rosa.
| Nº | Titolo francese                                        | Titolo italiano                                              | Prima TV Francia | Prima TV Italia  |
| -- | ------------------------------------------------------ | ------------------------------------------------------------ | ---------------- | ---------------- |
| 1  | B325 La Nouvelle Mission (Part 1)                      | B325 La nuova missione (parte 1)                             | 15 aprile 2016   | 13 gennaio 2018  |
| 2  | B325 La Nouvelle Mission (Part 2)                      | B325 La nuova missione (parte 2)                             | 15 aprile 2016   | 20 gennaio 2018  |
| 3  | B325 La Nouvelle Mission (Part 3)                      | B325 La nuova missione (parte 3)                             | 15 aprile 2016   | 27 gennaio 2018  |
| 4  | C669 > B901 La Planète du Grelon (Part 1)              | C669 > B901 Il pianeta di Tabarrino (parte 1)                | 16 aprile 2016   | 3 febbraio 2018  |
| 5  | C669 > B901 La Planète du Grelon (Part 2)              | C669 > B901 Il pianeta di Tabarrino (parte 2)                | 17 aprile 2016   | 10 febbraio 2018 |
| 6  | D333 > C669 La Planète de l'Oracle (Part 1)            | D333 > C669 Il pianeta dell'oracolo (parte 1)                | 18 aprile 2016   | 17 febbraio 2018 |
| 7  | D333 > C669 La Planète de l'Oracle (Part 2)            | D333 > C669 Il pianeta dell'oracolo (parte 2)                | 19 aprile 2016   | 17 febbraio 2018 |
| 8  | D0101 > B743 La Planète des Larmes de Cristal (Part 1) | D0101 > B743 Il pianeta delle lacrime di cristallo (parte 1) | 20 aprile 2016   | 24 febbraio 2018 |
| 9  | D0101 > B743 La Planète des Larmes de Cristal (Part 2) | D0101 > B743 Il pianeta delle lacrime di cristallo (parte 2) | 21 aprile 2016   | 24 febbraio 2018 |
| 10 | X000 > B222 La Planète des Nymphalides (Part 1)        | X000 > B222 Il pianeta delle Ninfalidi (parte 1)             | 22 aprile 2016   | 3 marzo 2018     |
| 11 | X000 > B222 La Planète des Nymphalides (Part 2)        | X000 > B222 Il pianeta delle Ninfalidi (parte 2)             | 23 aprile 2016   | 3 marzo 2018     |
| 12 | B311 > D555 La Planète de l'Oiseau de Glace (Part 1)   | B311 > D555 Il pianeta dell'uccello di ghiaccio (parte 1)    | 24 aprile 2016   | 10 marzo 2018    |
| 13 | B311 > D555 La Planète de l'Oiseau de Glace (Part 2)   | B311 > D555 Il pianeta dell'uccello di ghiaccio (parte 2)    | 25 aprile 2016   | 10 marzo 2018    |
| 14 | D455 > W5613 La Planète des Astrowagonautes (Part 1)   | D455 > W5613 Il pianeta degli Astrovagonauti (parte 1)       | 26 aprile 2016   | 17 marzo 2018    |
| 15 | D455 > W5613 La Planète des Astrowagonautes (Part 2)   | D455 > W5613 Il pianeta degli Astrovagonauti (parte 2)       | 27 aprile 2016   | 17 marzo 2018    |
| 16 | D0101 > B782 La Planète de la Comète Géante (Part 1)   | D0101 > B782 Il pianeta della biglia luminosa (parte 1)      | 28 aprile 2016   | 24 marzo 2018    |
| 17 | D0101 > B782 La Planète de la Comète Géante (Part 2)   | D0101 > B782 Il pianeta della biglia luminosa (parte 2)      | 29 aprile 2016   | 24 marzo 2018    |
| 18 | C333 > X442 La Planète du Garglux (Part 1)             | C333 > X442 Il pianeta delle sculture (parte 1)              | 30 aprile 2016   | 31 marzo 2018    |
| 19 | C333 > X442 La Planète du Garglux (Part 2)             | C333 > X442 Il pianeta delle sculture (parte 2)              | 1º maggio 2016   | 31 marzo 2018    |
| 20 | J603 > B723 La Planète du Creusivor (Part 1)           | J603 > B723 Il pianeta del deserto (parte 1)                 | 2 maggio 2016    | 7 aprile 2018    |
| 21 | J603 > B723 La Planète du Creusivor (Part 2)           | J603 > B723 Il pianeta del deserto (parte 2)                 | 3 maggio 2016    | 7 aprile 2018    |
| 22 | Z222 > B356 La Planète de l'arbre à nuage (Part 1)     | Z222 > B356 Il pianeta delle nuvole (parte 1)                | 4 maggio 2016    | 14 aprile 2018   |
| 23 | Z222 > B356 La Planète de l'arbre à nuage (Part 2)     | Z222 > B356 Il pianeta delle nuvole (parte 2)                | 5 maggio 2016    | 14 aprile 2018   |
| 24 | A000 La Planète de la Rose (Part 1)                    | A000 Il pianeta della Rosa (parte 1)                         | 6 maggio 2016    | 21 aprile 2018   |
| 25 | A000 La Planète de la Rose (Part 2)                    | A000 Il pianeta della Rosa (parte 2)                         | 7 maggio 2016    | 21 aprile 2018   |
| 26 | A000 La Planète de la Rose (Part 3)                    | A000 Il pianeta della Rosa (parte 3)                         | 8 maggio 2016    | 21 aprile 2018   |